# Karin Melis Mey
Karin Melis Mey, född den 31 maj 1983 i Sydafrika, är en friidrottare som tävlar för Turkiet efter att hon blivit turkisk medborgare 30 juni 2008 och tog namnet Melis utöver hennes gamla namn Karin Mey.
Melis blev sydafrikansk mästare 2004 och slutade sexa vid Universiaden 2005. Hon deltog i OS i Peking då hon med 6,42 blev 24:e. Vid VM 2009 i Berlin noterade hon 6,80 vilket räckte till en överraskande bronsmedalj. 
I juli 2009 blev hon turkisk rekordhållare med ett hopp på 6,87 meter. Det personliga rekordet satt som sydafrikan är 6,93, ett resultat som också är sydafrikanskt rekord, hoppade hon både 2007 och 2008.
Mey Melis tävlar för Fenerbahçe SK i Istanbul.

## Personliga rekord
- Längdhopp: 
  - Ute: 6,93 0,60/1,60 Bad Langensalza 7 juli 2007/7 juni 2008
  - Inde: 6,85 Globen Stockholm 21 februari 2008